# ヒコビア会
ヒコビア会（ヒコビアかい）は広島大学大学院理学研究科生物科学専攻植物分類・生態学研究室内に事務局のある学会組織。Hikobiaという雑誌を出版している。また、35年以上続く植物観察会も開催している。
もともとは「ひこばえ」をラテン語化した言葉。原子爆弾により破壊された広島大学（正確には広島文理科大学）における研究活動の復興を期待して名付けられた。